# Villefrancon
Villefrancon és un municipi francès situat al departament de l'Alt Saona i a la regió de Borgonya - Franc Comtat. L'any 2007 tenia 137 habitants.

## Demografia

### Població
El 2007 la població de fet de Villefrancon era de 137 persones. Hi havia 50 famílies, de les quals 9 eren unipersonals (9 dones vivint soles i 9 dones vivint soles), 14 parelles sense fills i 27 parelles amb fills.
La població ha evolucionat segons el següent gràfic:
Habitants censats

### Habitatges
El 2007 hi havia 50 habitatges, 47 eren l'habitatge principal de la família i 3 eren segones residències. 47 eren cases i 3 eren apartaments. Dels 47 habitatges principals, 37 estaven ocupats pels seus propietaris i 10 estaven llogats i ocupats pels llogaters; 5 tenien tres cambres, 10 en tenien quatre i 33 en tenien cinc o més. 46 habitatges disposaven pel capbaix d'una plaça de pàrquing. A 18 habitatges hi havia un automòbil i a 27 n'hi havia dos o més.

### Piràmide de població
La piràmide de població per edats i sexe el 2009 era:
| Homes | Edats   | Dones |
| ----- | ------- | ----- |
| 4     | 95 o +  | 0     |
| 0     | 90 a 94 | 0     |
| 0     | 85 a 89 | 0     |
| 0     | 80 a 84 | 0     |
| 0     | 75 a 79 | 0     |
| 8     | 70 a 74 | 0     |
| 0     | 65 a 69 | 4     |
| 4     | 60 a 64 | 8     |
| 4     | 55 a 59 | 0     |
| 0     | 50 a 54 | 0     |
| 0     | 45 a 49 | 4     |
| 4     | 40 a 44 | 0     |
| 0     | 35 a 39 | 8     |
| 0     | 30 a 34 | 0     |
| 4     | 25 a 29 | 0     |
| 0     | 20 a 24 | 0     |
| 4     | 15 a 19 | 0     |
| 4     | 10 a 14 | 0     |
| 0     | 5 a 9   | 0     |
| 0     | 0 a 4   | 0     |

## Economia
El 2007 la població en edat de treballar era de 77 persones, 60 eren actives i 17 eren inactives. De les 60 persones actives 58 estaven ocupades (34 homes i 24 dones) i 2 estaven aturades (1 home i 1 dona). De les 17 persones inactives 6 estaven jubilades, 1 estava estudiant i 10 estaven classificades com a «altres inactius».
Activitats econòmiques
Dels 3 establiments que hi havia el 2007, 1 era d'una empresa de construcció i 2 d'empreses de transport.
L'any 2000 a Villefrancon hi havia 4 explotacions agrícoles.

## Poblacions més properes
El següent diagrama mostra les poblacions més properes.